# 严东生
严东生（1918年2月10日—2016年9月18日），男，浙江杭州人，中国材料科学家，中国科学院、中国工程院资深院士，中国无机材料学主要奠基人和开拓者之一。曾任中国共产党第十一届中央纪律检查委员会委员，第十二届中央委员，第六、七届全国政协常委，第六、七届上海市政协副主席，中国科学院党组书记、副院长，中国科学院特邀顾问，中国科学院上海硅酸盐研究所名誉所长，中国化学会理事长，中美友好协会副主席，欧美同学会副会长。

## 生平
1918年2月10日出生于上海一个知识分子家庭，父亲毕业于北洋大学土木工程系，任京汉铁路局工程师；母亲毕业于杭州女子师范。1929年，就读于北平崇德中学。6岁时，父亲因感染伤寒逝世，由母亲抚养成人。1935年，考入清华大学化学系。1937年，抗日战争爆发，严东生未能随校南下，从清华转入燕京大学化学系。1939年，从燕京大学毕业，获得学士学位，并留校攻读硕士学位兼做张子高的助教。1941年，太平洋战争爆发，燕京大学停办，严东生随张子高受聘于私立中国大学。1942年，应聘任唐山开滦耐火材料厂工程师。抗日战争胜利后，燕京大学复校，严东生回到燕京大学，并于1946年获得留美奖学金。赴美国留学，先入美国纽约大学化学系，一年后转到伊利诺伊大学厄巴纳-香槟分校，于1949年获得博士学位。
1950年，严东生回国，先后在开滦煤矿化工研究所、开滦耐火材料厂、唐山交通大学化工系任副所长、主任工程师、兼职教授等职。1954年，调到中国科学院冶金陶瓷研究所任研究员。1956年加入九三学社，1960年3月加入中国共产党。1960年，任中国科学院上海硅酸盐研究所副所长。1978年，任中国科学院上海硅酸盐研究所所长兼中国科学院上海分院副院长。1979年10月，中国宇航学会成立，当选为第一届理事会副理事长。1981年，任中国科学院副院长。1987年，卸任。
2016年9月18日5时56分，因病在上海逝世。

## 荣誉
- 1980年，当选为中国科学院院士。
- 1993年，獲香港理工學院頒發榮譽理學博士[5]。
- 1994年，当选为中国工程院院士，是首届中国工程院院士之一。
- 第三世界科学院院士。